# Liste der Tomatensorten/Y
Erläuterungen und Quellen: Siehe Hauptartikel!
| Tomatensorte                                                            | Bild | Beschreibung | Quellen                         |
| ----------------------------------------------------------------------- | ---- | --- | ------------------------------- |
| Y 12-63 Milas                                                           |      | | j                               |
| Y-22-101 Ege                                                            |      | | j                               |
| Y-41-02 Marmara                                                         |      | | j                               |
| Y-61-160 Hilal                                                          |      | | j                               |
| Y-62-90 Duru                                                            |      | | j                               |
| Y-65                                                                    |      | | j                               |
| Y-67                                                                    |      | | j                               |
| Yablochnyi                                                              |      | | d                               |
| Yablochnyi Lipetskiy                                                    |      | | d                               |
| Yablonka Rossii                                                         |      | Züchter: Vasilevskij Viktor Anatolievich, Korochkin Vladislav Leontievich, Korotkov Sergej Anatolievich, Dynnik Anatolij Vasilievich                                                                                          | d, j                            |
| Yacalo                                                                  |      | | j                               |
| Yacalo Rz                                                               |      | | j                               |
| Yacare                                                                  |      | | j                               |
| Yacket                                                                  |      | Züchter: Syngenta Seeds B.V. | j                               |
| Yael                                                                    |      | Züchter: Agricultural Research Organization, Volcani Center (Il) | j                               |
| Yaffa                                                                   |      | Züchter: Alekseev Yurij Borisovich | j                               |
| Yafit                                                                   |      | Züchter: Hebrew Uni/Hazera | j, o                            |
| Yaghoot                                                                 |      | | j                               |
| Yagiz                                                                   |      | | j                               |
| Yagmur                                                                  |      | | j                               |
| Yagoda-Malina                                                           |      | Züchter: Stepanov Vladimir Vasilievich | j                               |
| Yagodka                                                                 |      | | d                               |
| Yaguarete                                                               |      | | j                               |
| Yahont                                                                  |      | Züchter: Buharov Aleksandr Fedorovich, Buharova Al'Mira Rahmetovna | j                               |
| Yahsy 9 T 8142                                                          |      | | j                               |
| Yaiza                                                                   |      | | j                               |
| Yak                                                                     |      | Züchter: Esasem Spa | j                               |
| Yakarty                                                                 |      | Züchter: Zeta Seeds, S.L. | j, o                            |
| Yakimanka                                                               |      | Züchter: Gavrish Sergej Fedorovich, Morev Viktor Vasilievich, Amcheslavskaya Elena Valentinovna, Degovtsova Tatiyana Vladimirovna, Volok Olga Anatolievna, Gladkov Dmitrij Sergeevich, Vasilieva Margarita Yurievna           | j                               |
| Yakup                                                                   |      | | j                               |
| Yakut                                                                   |      | Züchter: Enza Zaden (Nl) | j                               |
| Yalova                                                                  |      | Züchter: Bhn Research | j                               |
| Yamal                                                                   |      | Züchter: Kozak Vladimir Ivanovich, Kozak Nataliya Vasilievna, Korchemnaya Nina Arsentievna | d, g, h, j                      |
| Yamal 200                                                               |      | Züchter: Kozak Vladimir Ivanovich | j                               |
| Yamali Blue                                                             |      | | c                               |
| Yamile                                                                  |      | Züchter: Western Seed España, S.A. | j, o                            |
| Yamshchik                                                               |      | Züchter: Gavrish Sergej Fedorovich, Morev Viktor Vasilievich, Amcheslavskaya Elena Valentinovna, Degovtsova Tatiyana Vladimirovna, Volok Olga Anatolievna                                                                     | j                               |
| Yana                                                                    |      | Züchter: L. Zagorcheva, M. Stoyanov, L. Stamova | j, o                            |
| Yanelly                                                                 |      | Züchter: Western Seed España, S.A. | j, o                            |
| Yanira                                                                  |      | Züchter: Western Seed España, S.A. | j, o                            |
| Yanki                                                                   |      | | j                               |
| Yantarina                                                               |      | Züchter: Panchev Yurij Ivanovich, Panchev Yurij Yurievich, Tarasov Yurij Dmitrievich | j                               |
| Yantarnaya Grozd                                                        |      | Züchter: Kudryashov Andrej Vasilievich | j                               |
| Yantarnyj 530                                                           |      | Züchter: Lukiyanenko Anatolij Nikitovich, Egiyan Madlena Egishevna, Goryajnova Olga Dmitrievna, Lukiyanenko Oleg Anatolievich                                                                                                 | j                               |
| Yantarnyj Kubok                                                         |      | Züchter: Nastenko Nataliya Viktorovna, Kachajnik Vladimir Georgievich, Kandoba Aleksej Viktorovich | j                               |
| Yaponchik                                                               |      | Züchter: Meshkov Aleksej Viktorovich, Pustovalova Svetlana Valentinovna, Terehova Vera Ivanovna, Myagkova Marina Aleksandrovna                                                                                                | j                               |
| Yaponets                                                                |      | | d                               |
| Yaponskij Krab                                                          |      | | j                               |
| Yaponskiy Karlik                                                        |      | | d                               |
| Yaponskiy Krab                                                          |      | | d                               |
| Yaponskiy Krab Zheltyi                                                  |      | | d                               |
| Yaponskiy Trufel Chernyi                                                |      | | d                               |
| Yappi                                                                   |      | Züchter: Andreeva Nadezhda Nikolaevna, Deryavskaya Anastasiya Stanislavovna | j                               |
| Yaqui                                                                   |      | | j, o                            |
| Yaqui F1                                                                |      | | c, d                            |
| Yar                                                                     |      | | j                               |
| Yaradette                                                               |      | | j                               |
| Yarden                                                                  |      | Züchter: Zeraim Gedera Ltd. Seed Company | j                               |
| Yarden 827                                                              |      | | j                               |
| Yaren                                                                   |      | | j                               |
| Yarkaya Malinovka                                                       |      | Züchter: Stepanov Vladimir Vasilievich | j                               |
| Yaroslav                                                                |      | Züchter: Gavrish Sergej Fedorovich, Morev Viktor Vasilievich, Amcheslavskaya Elena Valentinovna, Degovtsova Tatiyana Vladimirovna, Volok Olga Anatolievna                                                                     | j                               |
| Yaroslava                                                               |      | | j                               |
| Yaroslavna                                                              |      | Züchter: Andreeva Evgeniya Nikolaevna, Sysina Elena Artemievna, Nazina Sofiya Luisovna, Bogdanov Kirill Borisovich | j                               |
| Yaryk                                                                   |      | | c, d                            |
| Yasenichki Yabuchar                                                     |      | | d                               |
| Yasha Yugoslavian                                                       |      | | c, d, e, g, h, k                |
| Yasik                                                                   |      | Züchter: Alekseev Yurij Borisovich | j                               |
| Yasmin                                                                  |      | Züchter: The Hebrew University Of Jerusalem - Fac Agricul Levi Eshkol (Il) | j                               |
| Yasnyj Sokol                                                            |      | Züchter: Gavrish Sergej Fedorovich, Amcheslavskaya Elena Valentinovna, Kapustina Raisa Nikolaevna, Artemieva Galina Mihajlovna, Filimonova Yuliya Alekseevna, Redichkina Tatiyana Aleksandrovna, Kibanova Nataliya Alekseevna | j                               |
| Yason                                                                   |      | Züchter: Andreeva Evgeniya Nikolaevna, Nazina Sofiya Luisovna, Ushakova Mariya Ivanovna, Andreeva Anzhelika Nikolaevna | j                               |
| Yassamen                                                                |      | | j                               |
| Yates Beefsteak                                                         |      | | c                               |
| Yavhe                                                                   |      | Züchter: Western Seed España, S.A. | j, o                            |
| Yayitsa Md 72                                                           |      | | j                               |
| Yayla 010                                                               |      | | j                               |
| Yaz Günesi                                                              |      | | j                               |
| Yazir                                                                   |      | | j                               |
| Yazmali                                                                 |      | | j                               |
| Yazon                                                                   |      | | d                               |
| Ye 004                                                                  |      | | o                               |
| Ye 004                                                                  |      | Züchter: Hatanaka Makoto, Takagi Motoyuki, Yokokawa Takehiro, Kurokawa Fumiyo | j                               |
| Yeager's Pink German                                                    |      | | c, d                            |
| Yedi                                                                    |      | Züchter: Rijk Zwaan Z.Z. B.V. | j, o                            |
| Yedi Rz (oder: 61-060)                                                  |      | | j                               |
| Yee Chan's Uncle's Oxheart                                              |      | | c, d                            |
| Yee's Black                                                             |      | | c, d                            |
| Yegros                                                                  |      | Züchter: Syngenta Seeds B.V. | j                               |
| Yelda                                                                   |      | | j                               |
| Yeliz                                                                   |      | Züchter: Monsanto Vegetable Ip Management B.V. | j, o                            |
| Yellow                                                                  |      | | c, d                            |
| Yellow 1884 Pinkheart                                                   |      | | c, d                            |
| Yellow Agate                                                            |      | | c, e, g, h, m                   |
| Yellow Agrie                                                            |      | | c, d                            |
| Yellow Ailsa Craig                                                      |      | | g, h                            |
| Yellow Amish                                                            |      | | b, e, g, h                      |
| Yellow And White                                                        |      | | c, d                            |
| Yellow Banana                                                           |      | | c, d, n                         |
| Yellow Barn                                                             |      | | c, d                            |
| Yellow Beefeater                                                        |      | | c                               |
| Yellow Beefsteak                                                        |      | | c, d                            |
| Yellow Belgium                                                          |      | | d                               |
| Yellow Bell                                                             |      | | c, d                            |
| Yellow Bell Pepper                                                      |      | | c, d                            |
| Yellow Boar                                                             |      | | d                               |
| Yellow Bosnian                                                          |      | | c, d                            |
| Yellow Brimmer                                                          |      | | k                               |
| Yellow Canary                                                           |      | Züchter: Sakata | c, d, j                         |
| Yellow Carol                                                            |      | Züchter: Ikegami Takayuki | j, o                            |
| Yellow Centiflor                                                        |      | | c, d                            |
| Yellow Cherry                                                           |      | | c, d, g, h, k                   |
| Yellow Cherry, Gleckler's                                               |      | | d                               |
| Yellow Cluster                                                          |      | | d                               |
| Yellow Cookie                                                           |      | | c, d                            |
| Yellow Currant                                                          |      | | c, d, j, o                      |
| Yellow Debut                                                            |      | | c, j                            |
| Yellow Delicious                                                        |      | | c, d                            |
| Yellow Drop                                                             |      | Züchter: Tomatech R&D Israel L.T.D. | j, o                            |
| Yellow Dwarf                                                            |      | | c, d                            |
| Yellow Early                                                            |      | | c, d                            |
| Yellow Furry Boar                                                       |      | | c, d                            |
| Yellow Furry Hog                                                        |      | | d                               |
| Yellow Gazzi Ribbed                                                     |      | Züchter: Sativa Seed & Services S.R.L. - (It) | j                               |
| Yellow Giant Belgium                                                    |      | Züchter: Domaine Public (Fr) | c, d, j                         |
| Yellow Gold                                                             |      | | j                               |
| Yellow Gooseberry                                                       |      | | c, k                            |
| Yellow Grape                                                            |      | | e, g, h                         |
| Yellow Grapes                                                           |      | Züchter: Pieterpikzonen B.V. | j                               |
| Yellow Heirloom                                                         |      | | c, d                            |
| Yellow Icicle                                                           |      | | c, d                            |
| Yellow Jumbo Heirloom                                                   |      | | c, d                            |
| Yellow Kagome 1                                                         |      | Züchter: Hosoi Katsutoshi, Yogo Katsumi, Kuragano Tomoyuki, Takahashi Katsuji | j, o                            |
| Yellow Kagome 2                                                         |      | Züchter: Hosoi Katsutoshi, Yogo Katsumi, Kuragano Tomoyuki, Takahashi Katsuji | j, o                            |
| Yellow Kagome 3                                                         |      | Züchter: Hosoi Katsutoshi, Hirade Kiyohito, Ono Kenichiro, Takahashi Katsuji | j, o                            |
| Yellow Kagome 4                                                         |      | Züchter: Takahashi Katsuji, Hosoi Katsutoshi, Yogo Katsumi | j, o                            |
| Yellow Lemon                                                            |      | | c, d                            |
| Yellow Mandarin                                                         |      | | c, d                            |
| Yellow Marble                                                           |      | | c, d, k                         |
| Yellow Mimi                                                             |      | | j                               |
| Yellow Niunai                                                           |      | | c, d, e, g, h, m                |
| Yellow Of Bijal                                                         |      | | c, d                            |
| Yellow Out Red In                                                       |      | | c, d, e, g, h                   |
| Yellow Peach                                                            |      | | d                               |
| Yellow Pear                                                             |      | Reifezeit: 78 Tage. | d, g, h, i (31. August 2016), k |
| Yellow Pear Brachytic                                                   |      | | c, d                            |
| Yellow Pearl                                                            |      | | j                               |
| Yellow Pearshaped                                                       |      | | o                               |
| Yellow Pepper                                                           |      | | c, m                            |
| Yellow Perfection                                                       |      | | c, d, e, g, h, j, k, o          |
| Yellow Ping Pong                                                        |      | | c, d, k                         |
| Yellow Pink                                                             |      | | c, g, h                         |
| Yellow Pinkheart                                                        |      | Züchter: Domaine Public (Fr) | j                               |
| Yellow Plum                                                             |      | | c, d, e, g, h                   |
| Yellow Pretty Much More                                                 |      | | n                               |
| Yellow Prue                                                             |      | | c, d                            |
| Yellow Pure Berry                                                       |      | Züchter: Hosoi Katsutoshi, Fukaya Kiyoshi | j, o                            |
| Yellow Pygmy                                                            |      | | c, d                            |
| Yellow Radiance                                                         |      | | c, d                            |
| Yellow Red Cap                                                          |      | | c, d                            |
| Yellow Red Cherry                                                       |      | | e, g, h                         |
| Yellow Red Low Acid                                                     |      | | c, d                            |
| Yellow Red Streaked (oder: Yellow Red Streak)                           |      | | c, d, g, h                      |
| Yellow Red Stripes Inside                                               |      | | c, g, h                         |
| Yellow Ribs                                                             |      | | c, d                            |
| Yellow River                                                            |      | | c, d, j, k, o                   |
| Yellow Roma                                                             |      | | c                               |
| Yellow Ruffled                                                          |      | Züchter: Domaine Public (Fr) | b, c, d, e, g, h, j, k, n       |
| Yellow Russian                                                          |      | | k                               |
| Yellow Slicer                                                           |      | | c                               |
| Yellow Star                                                             |      | | c, d                            |
| Yellow Steak                                                            |      | | c, d                            |
| Yellow Streaky                                                          |      | | n                               |
| Yellow Striped Boar                                                     |      | | b, c, e, f, g, h, n             |
| Yellow Striped Roman                                                    |      | | c, d                            |
| Yellow Striped Students                                                 |      | | c, d                            |
| Yellow Stuffer                                                          |      | Züchter: Domaine Public (Fr) | c, d, e, g, h, j, m, n, o       |
| Yellow Submarine                                                        |      | Züchter: Kultursaat E.V. Für Züchtungsforschung Und Kulturpflanzenerhaltung Auf Biologisch-Dynamischer Grundlage | c, d, j                         |
| Yellow Sweet                                                            |      | | c, d                            |
| Yellow Sweet Cherry                                                     |      | | c, d                            |
| Yellow Tangerine                                                        |      | | g, h                            |
| Yellow Taxi                                                             |      | | c, e, f, g, h                   |
| Yellow Tiger Stripe                                                     |      | | c, d                            |
| Yellow Vernissage                                                       |      | | c                               |
| Yellow Virtue                                                           |      | Züchter: Syngenta Participations Ag | j                               |
| Yellow Wish                                                             |      | | c, d                            |
| Yellow With Red Interior                                                |      | | c, d                            |
| Yellow With Red Stripes Inside                                          |      | | b, c, d, b, e, n                |
| Yellow Wonder                                                           |      | | j                               |
| Yellow Zebra                                                            |      | | b, c, d, e, g, h                |
| Yellow-Pink-Fleisch                                                     |      | | m                               |
| Yellow-White                                                            |      | | c, d                            |
| Yellowin                                                                |      | Züchter: Tomatech R&D Israel L.T.D. | j, o                            |
| Yellowstone (oder: Yellow Stone)                                        |      | | c, d, k, j                      |
| Yellowsun                                                               |      | | j                               |
| Yelonga                                                                 |      | | j, o                            |
| Yeni Talya (oder: At.21)                                                |      | | j                               |
| Yeniçeri                                                                |      | | j                               |
| Yenigün                                                                 |      | | j                               |
| Yer Domatiz                                                             |      | | c, d                            |
| Yerevany Kangun 447                                                     |      | | d                               |
| Yerlikaya Md 24                                                         |      | | j                               |
| Yerlim 9T5737                                                           |      | | j                               |
| Yesim                                                                   |      | | j                               |
| Yessenia                                                                |      | Züchter: Western Seed España, S.A. | j, o                            |
| Yeste                                                                   |      | Züchter: Semillas Fito, S.A. | j, o                            |
| Yigido                                                                  |      | Züchter: Monsanto Holland B.V. | j, o                            |
| Yigit                                                                   |      | | j                               |
| Yildiz                                                                  |      | | j                               |
| Yilmaz                                                                  |      | | j                               |
| Yingtao                                                                 |      | | c                               |
| Yoder's German Pink                                                     |      | | d                               |
| Yoder's German Yellow                                                   |      | | c, d                            |
| Yoder's Yellow German                                                   |      | | k                               |
| Yoga                                                                    |      | | j                               |
| Yokko                                                                   |      | Züchter: Syngenta Seeds B.V. | j                               |
| Yoko                                                                    |      | | j                               |
| Yola                                                                    |      | | j                               |
| Yolanda                                                                 |      | Züchter: Petoseed Co Inc (Us) | j                               |
| Yolita                                                                  |      | Züchter: Syngenta Crop Protection Ag | j, o                            |
| Yolkinskij Fermer                                                       |      | Züchter: Gavrish Sergej Fedorovich, Morev Viktor Vasilievich, Amcheslavskaya Elena Valentinovna, Volok Olga Anatolievna, Korol Valentin Grigorievich, Gavrish Fedor Sergeevich                                                | j                               |
| Yonina                                                                  |      | Züchter: Hazera Genet./Yissum Rese | j, o                            |
| Yonit                                                                   |      | | j                               |
| York                                                                    |      | | c, d, j                         |
| Yorkbec                                                                 |      | | c, d, g, h                      |
| Yosra 448                                                               |      | | j                               |
| You Go                                                                  |      | | c, d, e, g, h                   |
| Yuba                                                                    |      | Züchter: Harris Moran Seed Company | j, o                            |
| Yubilej Podmoskoviya                                                    |      | Züchter: Zhidkova Valentina Andreevna, Mihed Valentina Stepanovna, Altuhov Yurij Petrovich | j                               |
| Yubilejnyj Vir                                                          |      | Züchter: Dmitrieva Olga Mihajlovna | j                               |
| Yubileynyi Tarasenko (oder: Yubileyny Tarasenko. Yubilenyniy Tarasenka) |      | | d, e, k                         |
| Yubilyar                                                                |      | Züchter: Alekseev Yurij Borisovich | j                               |
| Yudum                                                                   |      | | j                               |
| Yugoslavian (oder: Yugoslav)                                            |      | | c, d                            |
| Yugoslavian Crnkovic                                                    |      | | n                               |
| Yugoslavian Heart                                                       |      | | c, d                            |
| Yuhas                                                                   |      | Züchter: Borowiak Jadwiga, Horodecka Elzbieta, Tkacz Krystina | j                               |
| Yuko                                                                    |      | Züchter: Royal Sluis France Sarl (Fr) | j                               |
| Yukon                                                                   |      | | c, d, j                         |
| Yukon Quest                                                             |      | | c, d, e                         |
| Yükselköy                                                               |      | | j                               |
| Yula                                                                    |      | Züchter: Ivanova Tatiyana Evgenievna, Vasiliev Yurij Vasilievich, Pushkareva Nataliya Vyacheslavovna, Zver'Kova Veronika Gennadievna                                                                                          | j                               |
| Yuliana                                                                 |      | | d                               |
| Yulima                                                                  |      | Züchter: Western Seed España, S.A. | j, o                            |
| Yuma                                                                    |      | | j                               |
| Yummy                                                                   |      | Züchter: Genista S.R.L. | j                               |
| Yumurta                                                                 |      | | e                               |
| Yungas                                                                  |      | | j                               |
| Yunior                                                                  |      | Züchter: Kryuchkov Anatolij Vasilievich, Monahos Grigorij Fedorovich, Fomenko Grigorij Grigorievich | j                               |
| Yunona                                                                  |      | Züchter: Kondratieva Irina Yurievna, Kandoba Elena Evgenievna | j                               |
| Yup                                                                     |      | Züchter: S.A.I.S. Societá Agricola Italiana Sementi | j                               |
| Yupiter                                                                 |      | Züchter: Ignatova Svetlana Ilyinichna, Gorshkova Nina Sergeevna, Filonova Galina Nikolaevna, Tereshonkova Tatiyana Arkadievna                                                                                                 | j                               |
| Yurand                                                                  |      | Züchter: Panchev Yurij Ivanovich | j                               |
| Yurand F1                                                               |      | | j, o                            |
| Yurievskij                                                              |      | Züchter: Avdeev Yurij Ivanovich, Kigashpaeva Olga Petrovna, Ivanova Lyudmila Mihajlovna, Avdeev Andrej Yurievich | j                               |
| Yusuf 408                                                               |      | | j                               |
| Yuval 810 (oder: Diamond)                                               |      | | j                               |
| Yuval 810I                                                              |      | | j                               |
| Yuvel                                                                   |      | | c, d                            |
| Yuvel Rozovyi                                                           |      | | d                               |
| Yuzhnaya Krasavitsa                                                     |      | Züchter: Lukiyanenko Anatolij Nikitovich, Dubinin Sergej Vladimirovich, Dubinina Irina Nikolaevna | j                               |
| Yuzhnaya Noch                                                           |      | Züchter: Gavrish Sergej Fedorovich, Morev Viktor Vasilievich, Amcheslavskaya Elena Valentinovna, Degovtsova Tatiyana Vladimirovna, Volok Olga Anatolievna                                                                     | j                               |
| Yuzhnyj Zagar                                                           |      | Züchter: Dederko Vladimir Nikolaevich, Postnikova Olga Valentinovna | j                               |
| Yvone                                                                   |      | Züchter: Hazera Genetics Ltd (Il)/Yissum Research Dev Of The Hebrew University Of Jerusalem (Il) | j                               |